# Olszówka (gmina)
Pour les articles homonymes, voir Olszówka.
Olszówka [ɔlˈʂufka] est une commune rurale de la voïvodie de Grande-Pologne et du powiat de Koło. Elle s'étend sur 81,5 km2 et comptait 4 614 habitants en 2010.
Elle se situe à environ 14 kilomètres à l'est de la ville de Koło et à 133 kilomètres à l'est de Poznań, la capitale régionale.